# Ivo Fairbairn-Crawford
Ivo Fairbairn-Crawford (Ivo Frank Fairbairn-Crawford; * 20. Dezember 1884 in Longford; † 24. August 1959 in Hambledon, Surrey) war ein britischer Mittelstreckenläufer.
1907 wurde er britischer Meister über 880 Yards.
Bei den Olympischen Spielen 1908 in London führte er im Finale des 1500-Meter-Laufs im ersten Drittel, fiel jedoch schließlich auf den fünften Platz zurück. Auch im Finale des 800-Meter-Lauf sorgte er zunächst für ein hohes Tempo, gab dann aber auf.
Ivo Fairbairn-Crawford war ein Student der Universität Dublin.